# Робер Антельм
Робер Антельм (фр. Robert Antelme; 5 січня 1917, Сартен, Корсика — 26 жовтня 1990, Париж) — французький письменник. В'язень таборів Бухенвальд і Дахау, він є автором кількох праць, зокрема довідника про нацистські концтабори "L'Espèce humaine" ("Людський вид"), опублікованого в 1947 році.

## Біографія

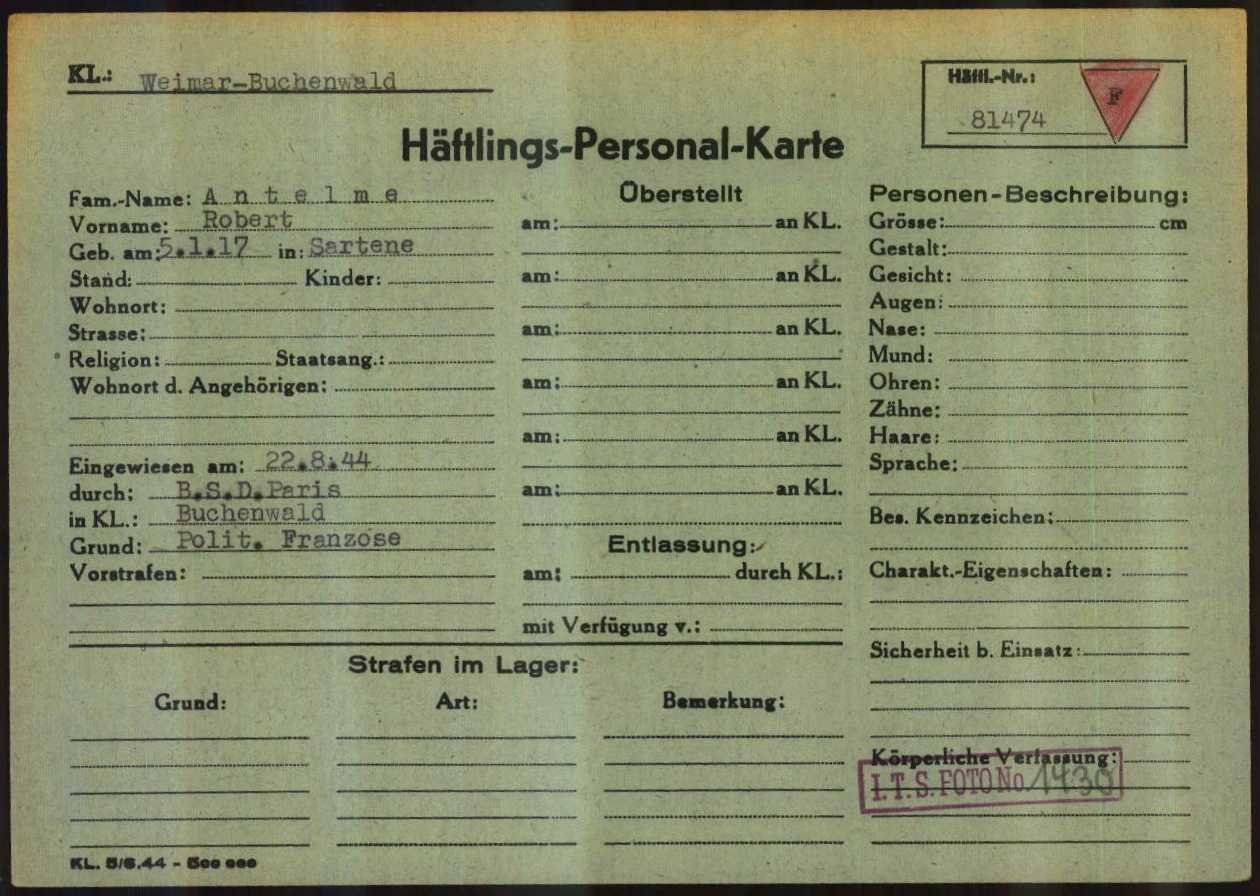
Реєстраційна картка Роберта Антельма в Бухенвальді.

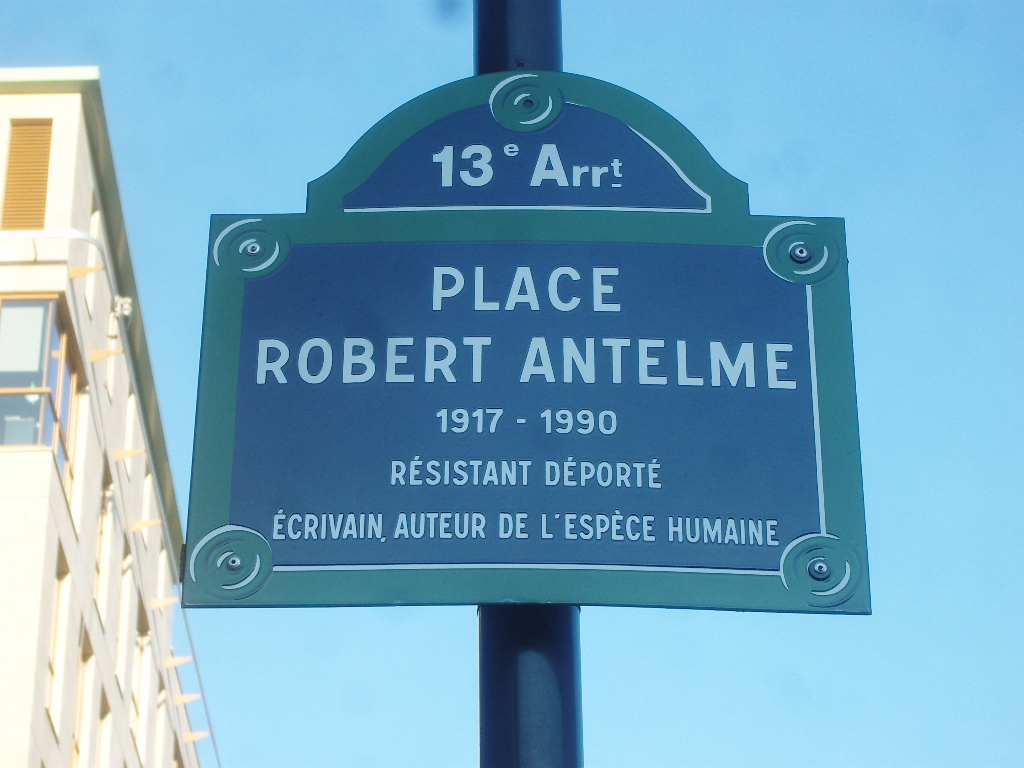
Площа Антельма в Парижі

У Сорбонні познайомився з Маргеріт Доннадьє, яка згодом стала відомою письменницею під псевдонімом Маргеріт Дюрас). 1939 року одружився з нею.
Разом з дружиною брав участь у русі Опору, 1 червня 1944 року був заарештований гестапо. Пройшов через концентраційні табори Бухенвальд, Гандерсгайм, Дахау.
Після закінчення війни був у напівмертвому стані випадково виявлений у Дахау своїм товаришем по Опору Франсуа Міттераном, який організував його повернення до Парижа (цей період пізніше описаний Маргеріт Дюрас у романі-щоденнику «Біль», 1985). Коли Антельм одужав, подружжя в 1946 розійшлося, але залишилося друзями і декілька разів працювало разом.
Антельм вступив до Французької комуністичної партії, але у 1956 році, після протесту проти вторгнення радянських військ у Будапешт, був виключений. 1961 року підписав " Маніфест 121 " проти війни в Алжирі. Співпрацював із журналом Сартра «Тан модерн».
Помер 26 жовтня 1990 року, похований на цвинтарі Монпарнас. 2005 року на честь Антельма була названа площа у XIII окрузі Парижа.

## Творчість
Головною і фактично єдиною книгою Антельма став автобіографічний роман про концтабір «Рід людський» (1947). Роман був опублікований того ж року, що і нотатки Прімо Леві "Чи це людина? ". Обидві книги відкрили для людства тему Голокосту та існування людини в екстремальних умовах табору. Спочатку на роман Антельма майже не звернули уваги, проте але після другого видання (1957), здійсненого завдяки підтримці Альбера Камю видавництвом «Галлімар», роман набув великого розголосу у Франції і був перекладений більшістю європейських мов. Про нього писали, зокрема Моріс Бланшо, Едґар Морен, Жорж Перек, Сара Кофман.

## Твори
- L'Espèce humaine. Paris: Robert Marin, 1947
- Textes inédits. Paris: Gallimard, 1996
- Vengeance? Tours: Farrago, 2005